# 進藤一考
進藤 一考（しんどう いっこう、1929年8月1日 - 1999年3月17日）は、神奈川県出身の俳人。本名・一孝（かずたか）。横須賀市生まれ。1944年頃より句作。伊豆三郷の指導を受ける。1958年、角川源義主宰の「河」創刊に同人参加、源義に師事。1976年、源義没後「河」主宰に就任。1979年、「河」主宰を辞し「人」を創刊・主宰。叙情俳句を基底に「俳句情念論」を唱えた。句集に『斧のごとく』『白昼』『真紅の椅子』など。